# Queenslandkoeskoes
De Queenslandkoeskoes (Hemibelideus lemuroides) is een klimbuideldier uit de familie der kleine koeskoezen (Pseudocheiridae). Het is de enige soort van het geslacht, dat eerder tot Pseudocheirus is gerekend, maar waarschijnlijk nauwer verwant is aan Petauroides, waarmee het de onderfamilie Hemibelideinae vormt.

## Kenmerken
De bovenkant van het lichaam is chocoladebruin, de onderkant grijsbruin. Sommige dieren zijn volledig wit. De antracietgrijze, borstelige staart is zeer harig en heeft een kale punt. Die staart wordt gebruikt om tijdens een sprong te sturen en zich aan takken vast te grijpen. De kop-romplengte bedraagt 320 tot 400 mm, de staartlengte 300 tot 370 mm en het gewicht 750 tot 1100 g.

## Leefwijze
Deze soort is 's nachts actief, leeft in bomen en eet bladeren, bloemen en fruit. Het is een sociale soort, die in paartjes of familiegroepen leeft. Tussen augustus en november wordt een enkel jong geboren, dat na 6 tot 7 weken de buidel verlaat.

## Verspreiding
Deze soort komt voor in de regenwouden van Noordoost-Queensland, op minstens 450 m hoogte, tussen Ingham en Cairns, met een geïsoleerde populatie op meer dan 1100 m hoogte op het Carbine Tableland.